# Epidian
Epidian – handlowa nazwa krajowych żywic epoksydowych produkowanych w Polsce. Epidiany to czyste żywice dianowe, niezawierające rozpuszczalników, rozcieńczalników, wypełniaczy ani innych dodatków. W zależności od proporcji substratów (epichlorohydryny i dianu) oraz warunków kondensacji, otrzymywane są epidiany o różnej masie cząsteczkowej, liczbie grup epoksydowych i hydroksylowych. Występują w postaci cieczy (żywice małocząsteczkowe) lub ciał stałych (średnio- i wysokocząsteczkowe). Stosowane są m.in. w produkcji lakierów, farb, klejów i mas szpachlowych.